# Renault Type 603
Il Renault Type 603 era un motore a scoppio prodotto dal 1936 al 1954 dalla Casa automobilistica francese Renault.

## Caratteristiche

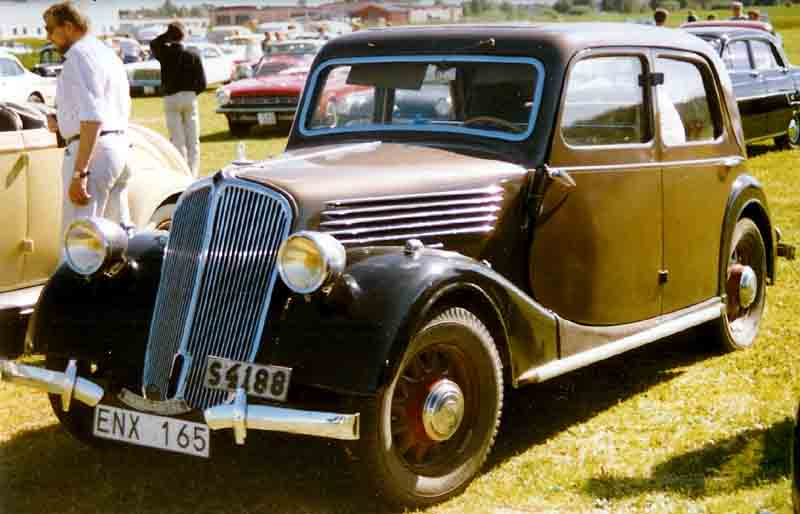
Una Renault Primaquatre ACL1 del 1936, prima vettura a montare un motore Type 603

Il motore 603 è un 4 cilindri in linea con distribuzione ad albero a cammenel basamento. La cilindrata è di 2384 cm³ (alesaggio e corsa: 85x105 mm).
Il monoblocco è in ghisa e la testata è in lega di alluminio, così come i pistoni. L'albero a gomiti è a tre supporti di banco e a quattro supporti di biella.
L'alimentazione è a carburatore Solex 32 e, con un rapporto di compressione pari a 6:1, la potenza massima raggiunge in genere i 48 CV a 3000 giri/min, ma ne sono esistite anche due versioni più potenti.
Questa versione ha trovato applicazione su:
- Renault Primaquatre ACL1/ACL2 (1936-37);
- Renault Colorale (1950-54).

Per quanto riguarda le altre due versioni, la prima erogava 56 CV a 3300 giri/min ed è stata montata su:
- Renault Primaquatre BDF1/BDF2 (1938-1940);
- Renault Vivaquatre ADL1/ADL2/ BDH1/BDH3/BDH4 (1936-39).

La seconda versione raggiungeva 62 CV di potenza massima a 3500 giri/min ed è stata montata sulle Renault Primaquatre BDS1 (1939-40).